# Sarah Lancashire
Sarah Lancashire, född 10 oktober 1964 i Oldham i Greater Manchester, är en brittisk skådespelare.
Lancashire är utbildad vid Guildhall School of Music and Drama där hon tog examen 1986. Mellan 1991 och 1996 spelade hon rollen som Wendy Farmer i TV-såpan Coronation Street. 2014 tilldelades hon en BAFTA Award för Bästa biroll i en TV-serie för rollen som Caroline i Vår stora kärlek. År 2017 tilldelades hon en BAFTA Award för Bästa kvinnliga huvudroll för rollen som Catherine Cawood i Happy Valley.

## Filmografi i urval
- 1987–2000 – Coronation Street (TV-serie) (288 avsnitt)
- 2001 – Ett pikant ärende
- 2007 – Tillbaka till Yorkshire
- 2007 – Oliver Twist (TV-serie)
- 2008–2011 – Från Lark Rise till Candleford (TV-serie) berättarröst
- 2009 – Svindlande höjder
- 2012–2013 – The Paradise (TV-serie)
- 2012–2016 – Vår stora kärlek (TV-serie)
- 2014–2023 – Happy Valley (TV-serie)
- 2017–2018 – School of Roars (TV-serie)
- 2018 – En kvinnas fall (TV-serie)
- 2019 – Yesterday
- 2024 – Black Doves (TV-serie)